# Calocidae
Calocidae zijn een familie van schietmotten. De familie kent zeven geslachten.